# No Quarter
〈No Quart〉는 1973년 음반 《Houses of the Holy》에 나오는 레드 제플린의 노래이며, 존 폴 존스, 지미 페이지, 로버트 플랜트에 의해 쓰여졌다. 이 곡은 이후 마지막 투어까지 모든 레드 제플린 콘서트의 중심축이 되었다. 이 곡은 이후 마지막 투어까지 모든 레드 제플린 콘서트의 중심축이 되었다. 1976년에 발매되고 2007년에 확장된 《The Song Remains the Same》의 영화 버전과 라이브 음반 버전에 모두 등장한다. 1994년 페이지 앤 플랜트의 재결합 음반에 타이틀곡으로 다시 한 번 등장했다. 런던 O2 아레나에서 2007년 재결합 공연을 녹음한 레드 제플린의 2012 라이브 음반 《Celebration Day》에도 등장한다. 그것은 《Houses of the Holy》의 디럭스 에디션에 다시 발표되었다.

## 반응
《롤링 스톤》의 고든 플레처는 《Houses of the Holy》에 대한 현대적 리뷰에서 〈No Quarter〉에 〈The Rain Song〉과 함께 "존스가 알 수 없는 멜로트론과 신시사이저를 사용한 것을 더 이상 보여줄 수 없는 것"이라고 부정적인 평을 했다.